# خزه بالارو
خزه بالارو (نام علمی: Anabaena) نام یک سرده از شاخه سیانوباکتر است.